# Ленское (Свердловская область)
Ле́нское — село в Туринском городском округе Свердловской области России. Вместе с прилегающими сельскими населёнными пунктами образует Ленское сельское управление Администрации Туринского городского округа.

## Географическое положение
Село Ленское расположено в 32 километрах к северо-западу от города Туринска (по автодорогам в 36 километрах), на правом берегу реки Туры.

## История
См. также: Ленский район
Первое упоминание села Ленского датировано 1684 годом.
В 1946—1956 годах село было административным центром Ленского района.

## Культура
Действует Ленский досуговый центр

## Образование
Функционирует Ленская средняя общеобразовательная школа с дошкольным отделом.

## Экономика
Основная часть населения занята в сфере торговли и оказания услуг, сельском хозяйстве. Крупные промышленные предприятия отсутствуют.

## Иоанно-Предтеченская церковь
В 1898 году была построена деревянная однопрестольная церковь. Освящена в честь Рождества пророка Иоанна Предтечи. Иоанно-Предтеченская церковь была закрыта в 1938 году, а после была снесена.

## Население
| 2002 | 2010 | 2021 |
| ---- | ---- | ---- |
| 852  | ↘661 | ↘447 |